# 范子文
范子文（1909年—1975年），又名范嗣淹，男，陕西绥德人，中华人民共和国政治人物，曾任黑龙江省人民委员会副省长。